# Vanessa A. Williams

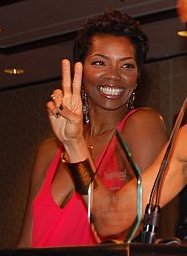
Vanessa A. Williams

Vanessa Estelle Williams (* 12. Mai 1963 in Brooklyn, New York City) ist eine US-amerikanische Filmschauspielerin.

## Leben
Vanessa Williams studierte Schauspiel am Marymount Manhattan College. Ab 1989 erfolgten ihre ersten Fernseh- und später auch Filmauftritte. So spielte sie 1992 in Candyman’s Fluch (als „Anne-Marie McCoy“) mit. Ab 1992 spielte sie in der Serie Melrose Place (als „Rhonda Blair“) und ab 1995 in Murder One (als „Lila“) sowie ab 2000 in Soul Food (als „Maxine Chadway“). Ab 2016 verkörperte sie „Dr. Valerie Grant“ in der Seifenoper Zeit der Sehnsucht.

## Filmografie (Auswahl)
- 1991: New Jack City
- 1992: Candyman’s Fluch (Candyman)
- 1992–1993: Melrose Place (Fernsehserie, 32 Folgen)
- 1995–1996: Murder One (Fernsehserie, 23 Folgen)
- 1996: Chicago Hope (Fernsehserie, 6 Folgen)
- 2000–2004: Soul Food (Fernsehserie, 74 Folgen)
- 2002: Our America
- 2007: Ice Spiders
- 2008: Er ist zu jung für dich (Flirting with Forty)
- 2009: Zuhause ist der Zauber los (Imagine That)
- 2012: Raising Izzie
- 2015–2023: The Flash (Fernsehserie, 6 Folgen)
- 2016–2022: Zeit der Sehnsucht (Days of Our Lives, Fernsehserie, 106 Folgen)
- 2017–2018: Famous in Love (Fernsehserie, 13 Folgen)
- 2018: Thriller
- 2021: Candyman
- 2021–2022: 9-1-1: Notruf L.A. (9-1-1, Fernsehserie)
- 2021–2023: The L Word: Generation Q (Fernsehserie, 7 Folgen)